# Kassprinkhaan
De kassprinkhaan (Tachycines asynamorus) is een rechtvleugelig insect uit de familie grottensprinkhanen (Rhaphidophoridae), onderfamilie Rhaphidophorinae.

## Kenmerken
Ondanks de naam 'sprinkhaan' is de soort verwant aan de krekels en heeft ook een typisch krekel-achtig uiterlijk. De kleur is bruin, de poten zijn gebandeerd en de segmentranden aan de bovenzijde zijn donkerder, het lichaam doet sterk gebocheld aan. Zowel de mannetjes als de vrouwtjes bereiken een lengte van 13 tot 19 millimeter. De kassprinkhaan is ongevleugeld en heeft lange, draadvormige cerci, de mannetjes zijn echter eenvoudig van de vrouwtjes te onderscheiden doordat deze laatsten een duidelijk sabelachtige legbuis hebben. Deze is bruin van kleur, relatief lang en is licht naar boven gekromd. Op de poten zijn bij de knieën steeds twee duidelijke sporen aanwezig. De kassprinkhaan is hierdoor met geen enkele andere Nederlandse soort te verwarren.

## Verspreiding
De kassprinkhaan is een exoot uit Azië, die in grote delen van Europa gevonden is, inclusief in geheel Nederland en België en een groot deel van Groot-Brittannië. Het is in deze streken echter nergens een algemeen voorkomende soort en er zijn geen levensvatbare populaties bekend. De soort wordt sporadisch aangevoerd met planten afkomstig uit Azië. In Nederland is de soort onder andere aangetroffen in Hoogeveen en Tilburg.

## Levenswijze
De kassprinkhaan kan alleen overleven in menselijke bebouwing, zoals kelders, kassen en kruipruimtes. Van origine is de kassprinkhaan namelijk een grotbewoner en het milieu van kruipruimtes is zeer geschikt. De krekel is hierdoor het gehele jaar door te vinden en is voornamelijk ook 's avonds actief. Er wordt geen geluid geproduceerd.